# Simon Achleitner
Simon Achleitner, né avant 1450, probablement à Vienne, et mort en 1488 dans la même ville, est un architecte et tailleur de pierre autrichien, nommé en 1477 maître d'œuvre de la cathédrale Saint-Étienne de Vienne.

## Carrière
Il est d'abord parlier sous la direction de Laurenz Spenning sur le chantier de la tour nord de la cathédrale ; en 1476, lors de la célébration de l'achèvement de la chapelle Sainte-Catherine, il est mentionné une dépense de 4 shillings et 28 pfennigs en « truites, vin et petits pains pour maître Larenzen et son parlier ». Achleitner a épousé la fille de Spenning, Anna, et à sa mort en 1477, il lui succède comme maître d'œuvre. Il meurt en 1488, au moment de l'occupation de Vienne par Matthias Corvin. Son successeur sur le chantier est Jörg Kling.
En 25 ans seulement, la tour nord est érigée jusqu'à hauteur du toit, ce qui est une construction relativement rapide. Achleitner suit fidèlement les plans de Spenning pendant la construction.